# 成都市

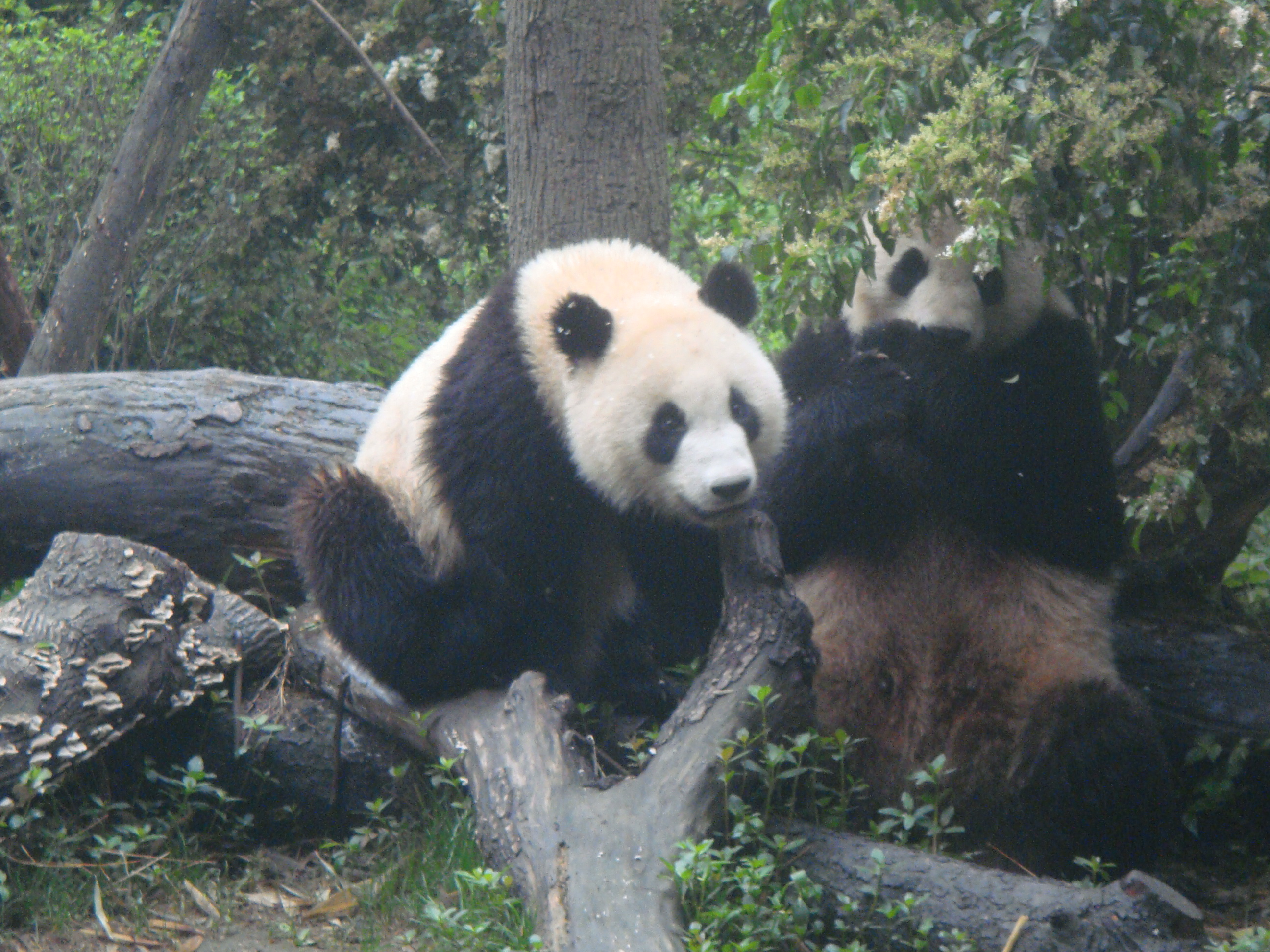
成都市のパンダ

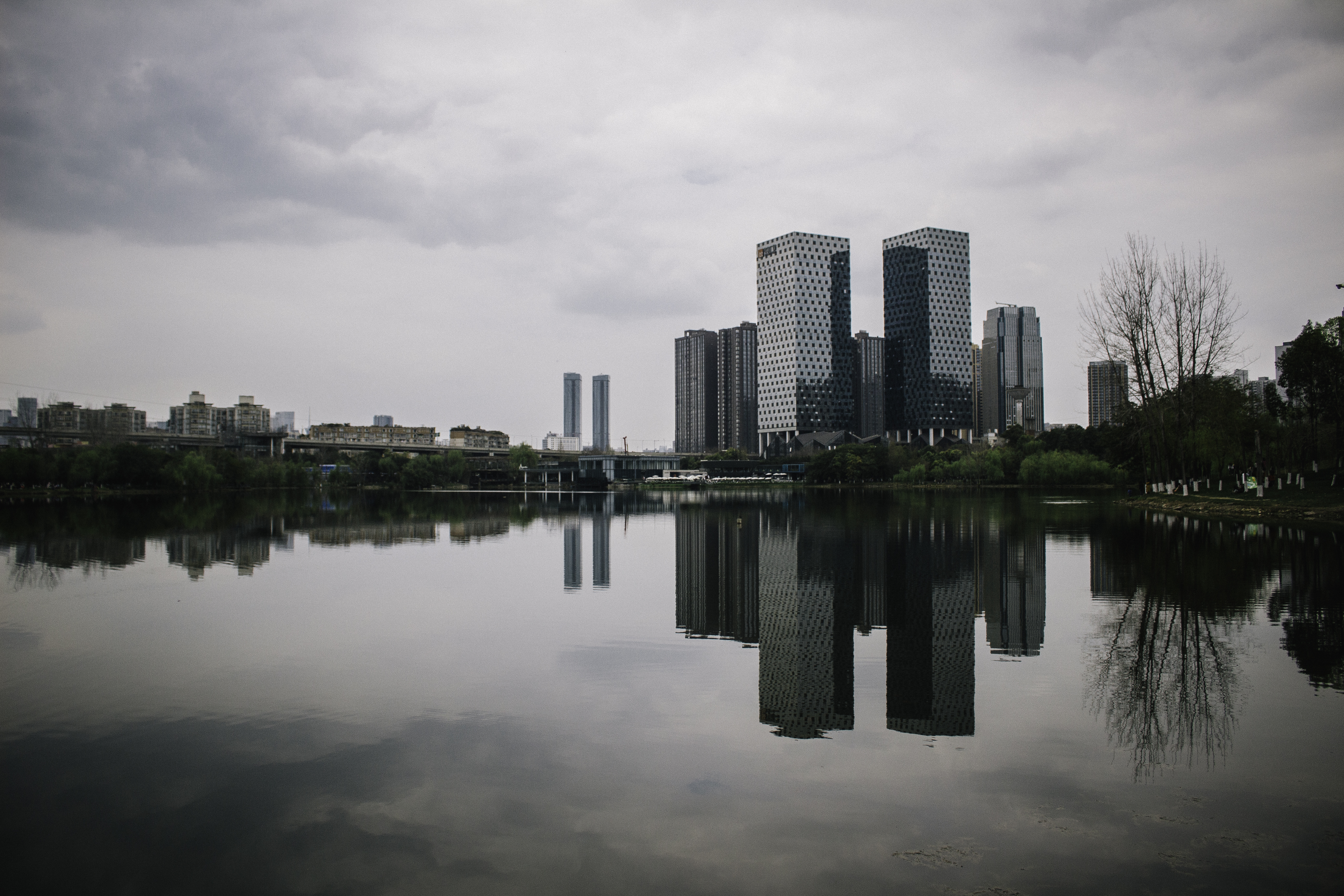
東湖公園

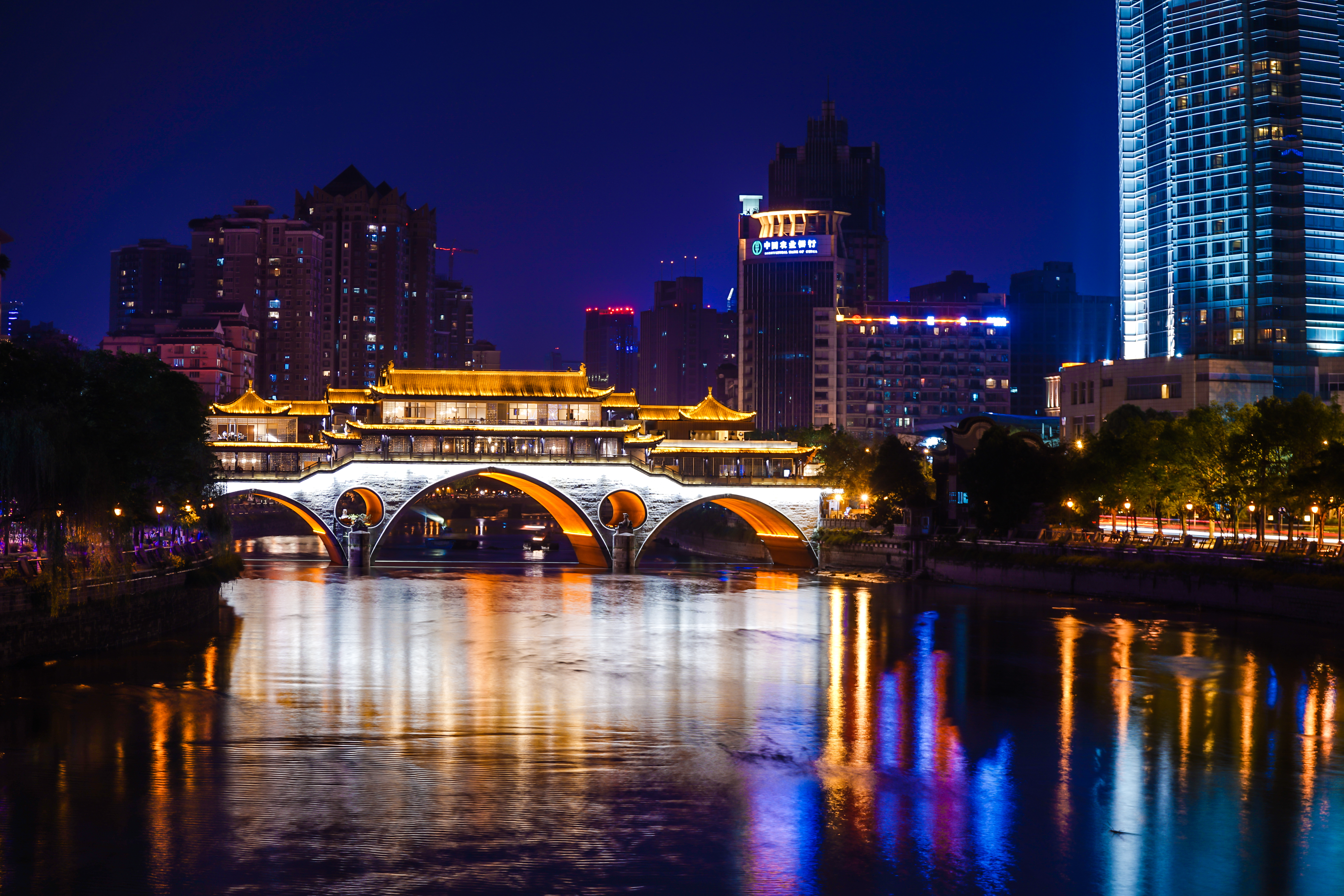
安順廊橋

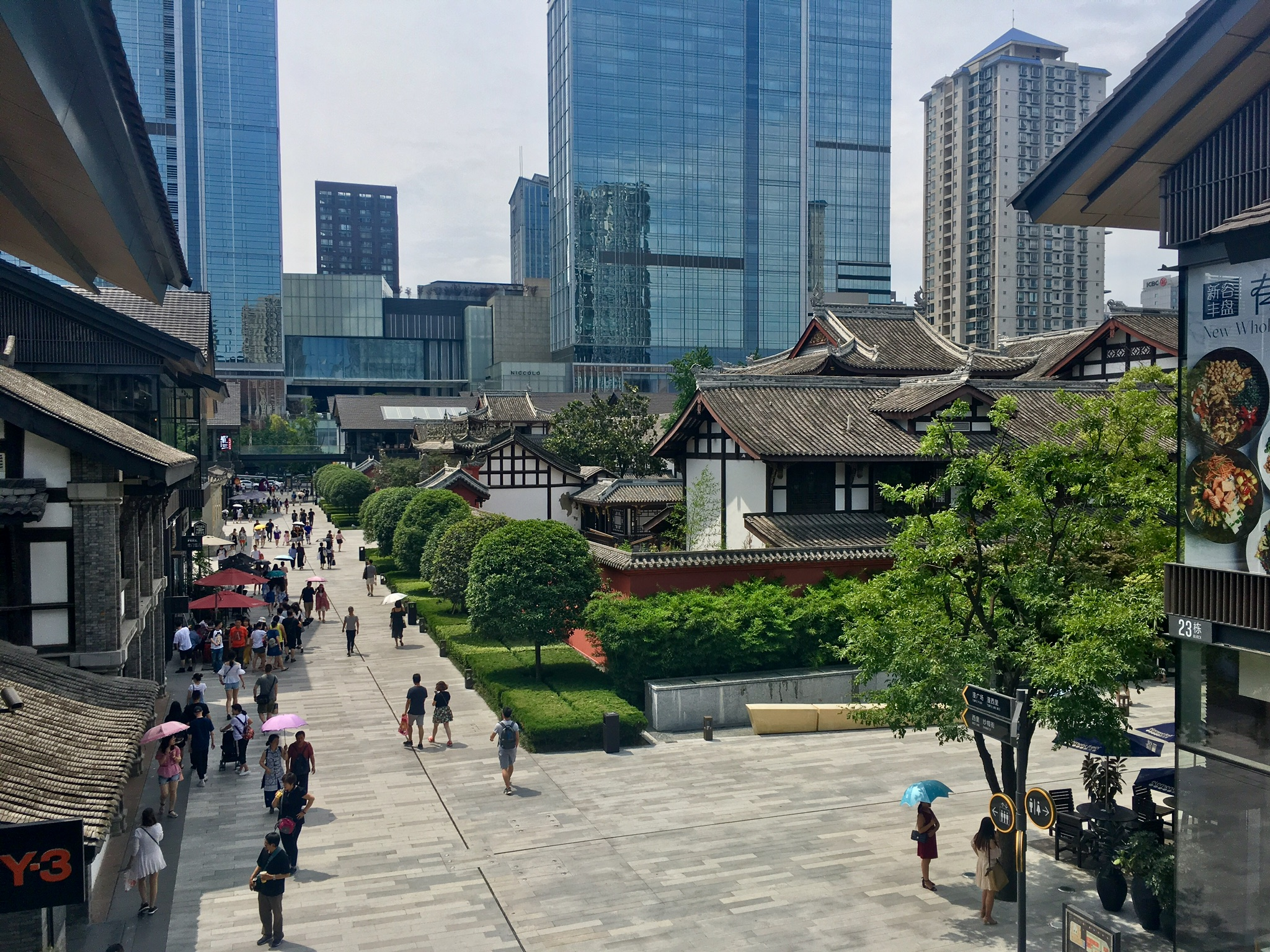
大慈寺

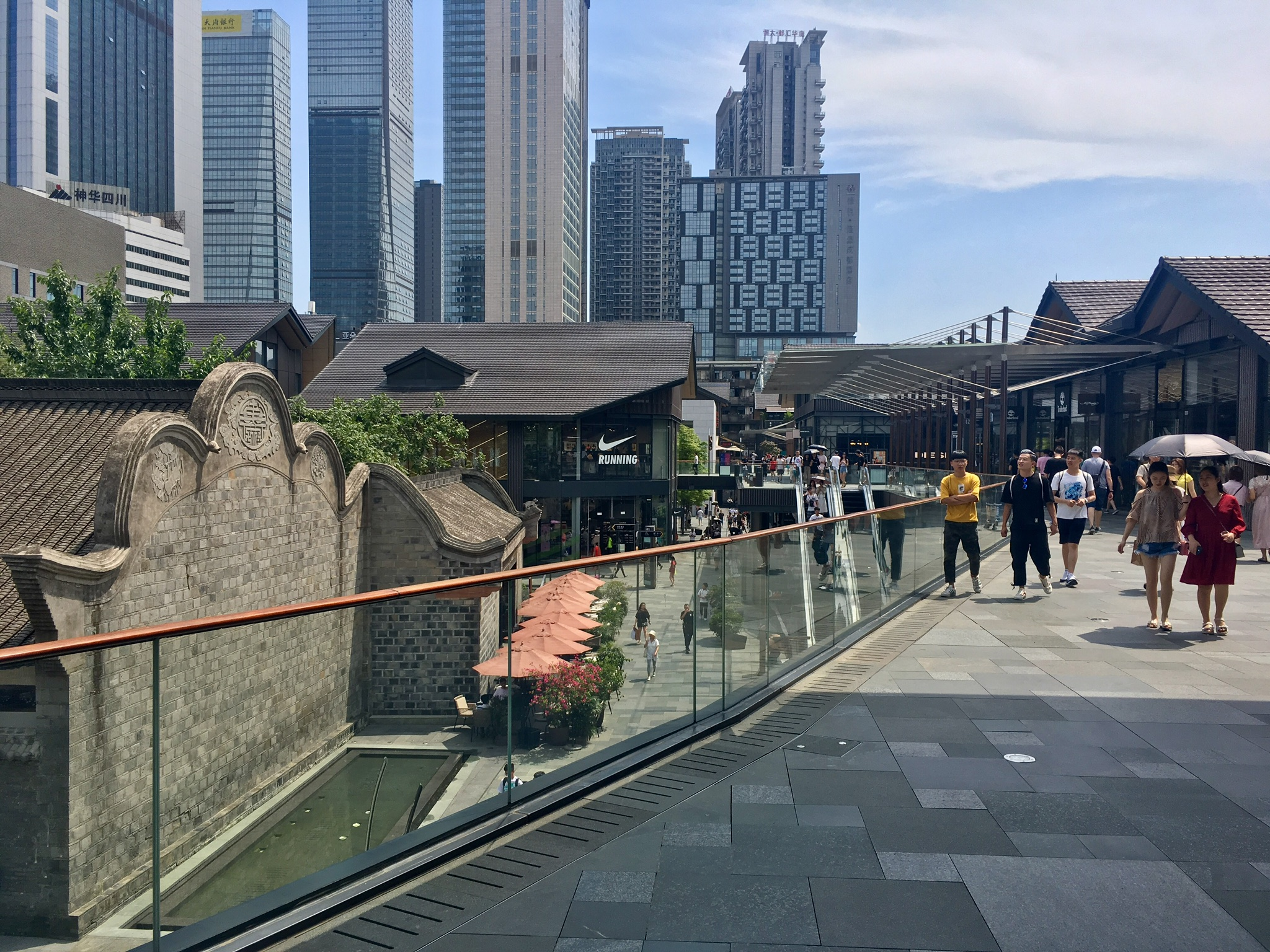
東大街

成都市の地下鉄

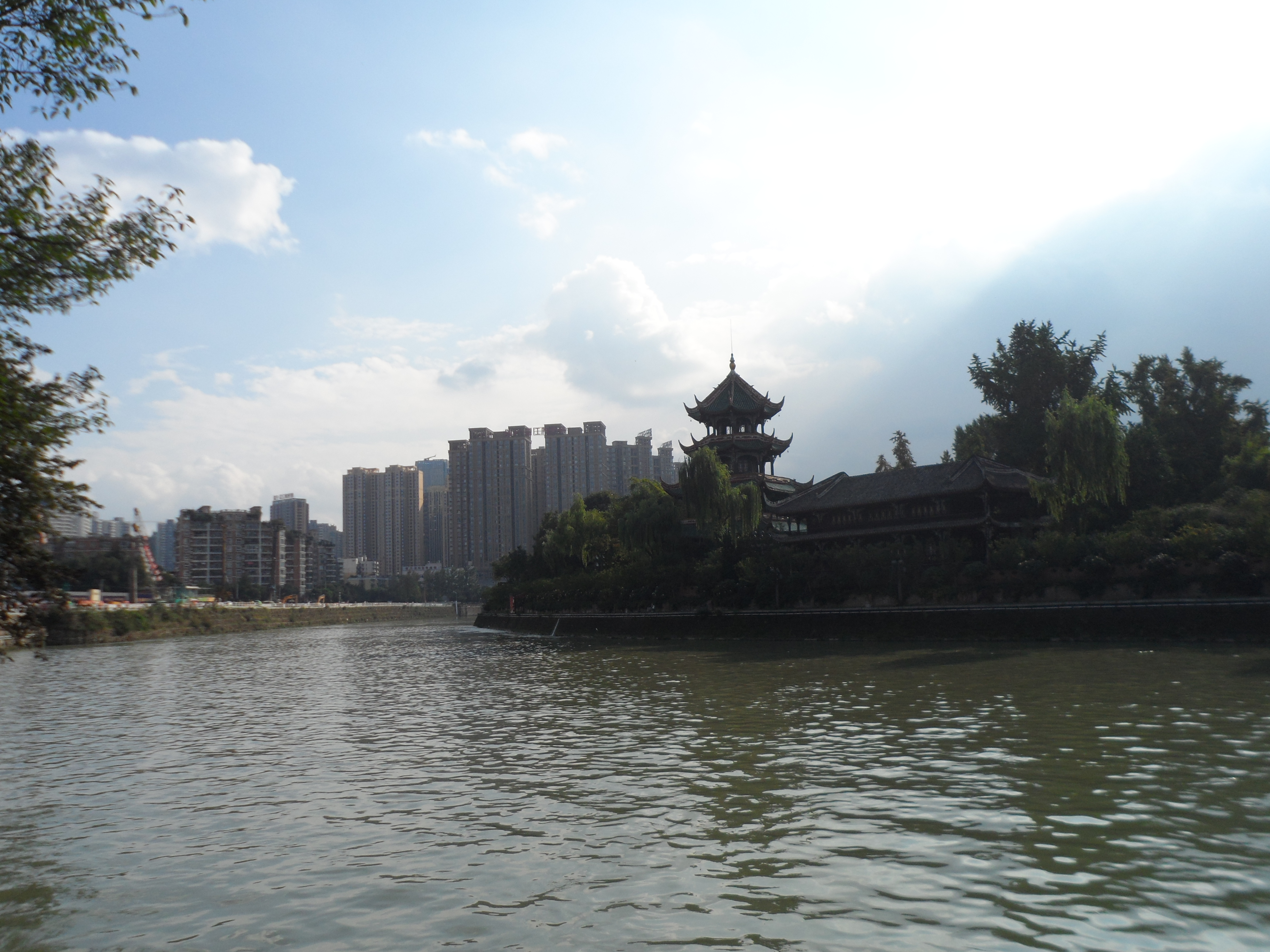
望江楼

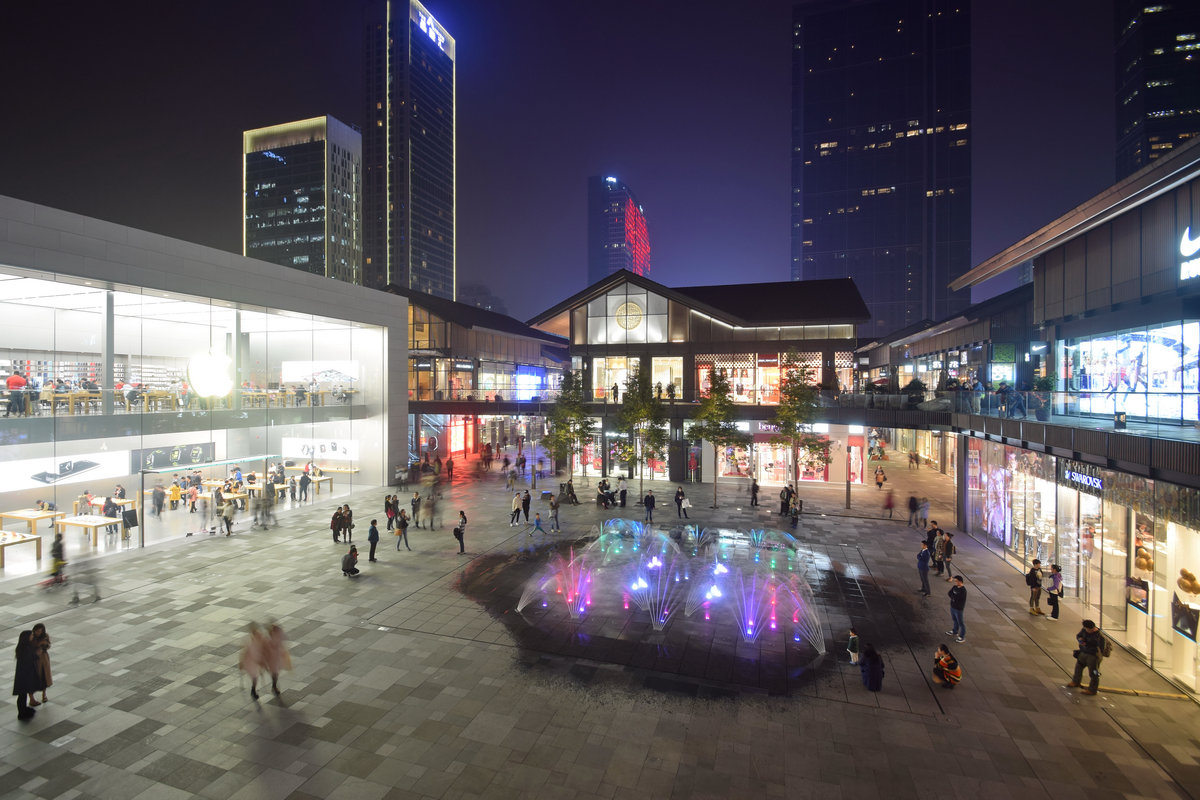
成都遠洋太古里

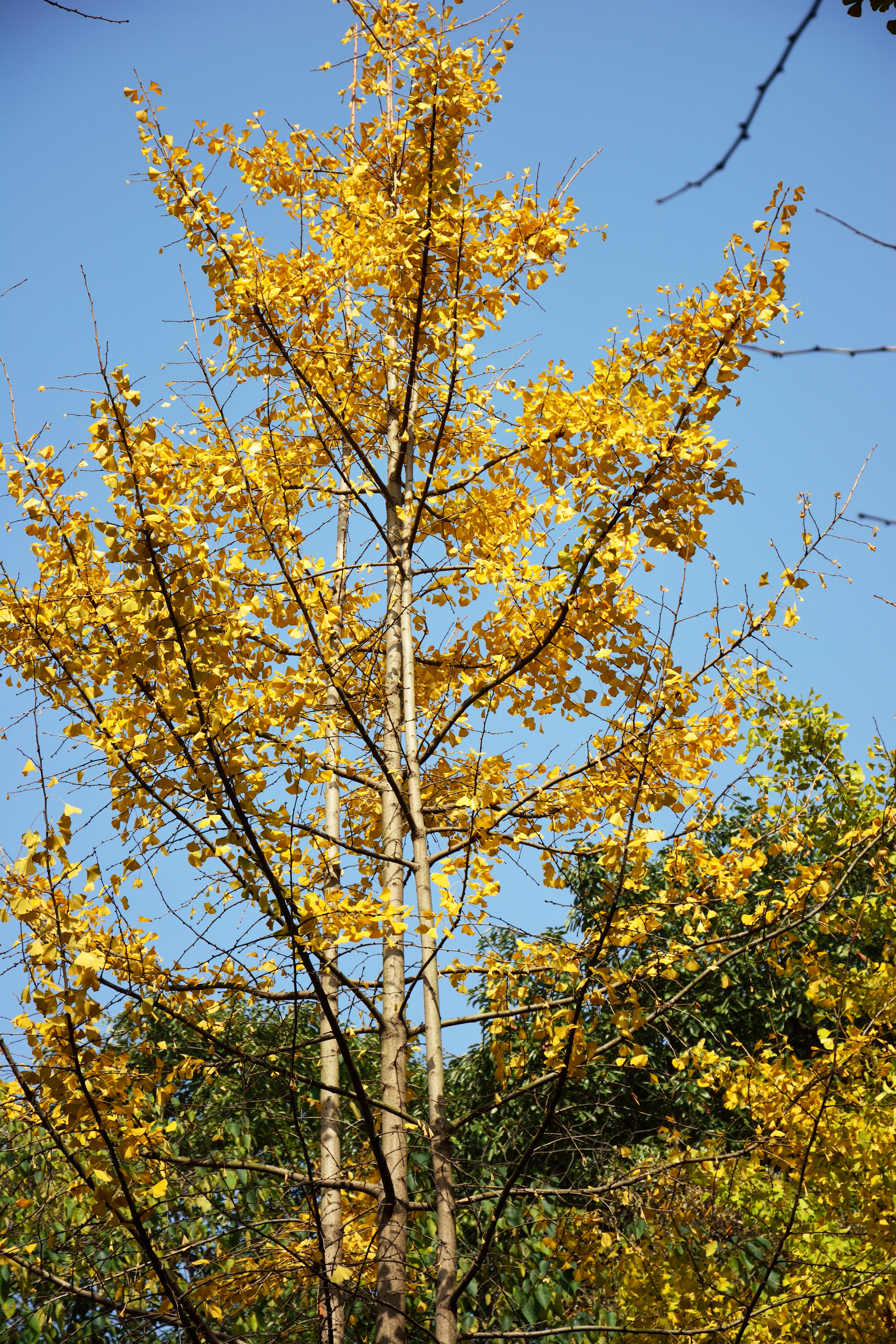
成都市の木 銀杏（四川大学）

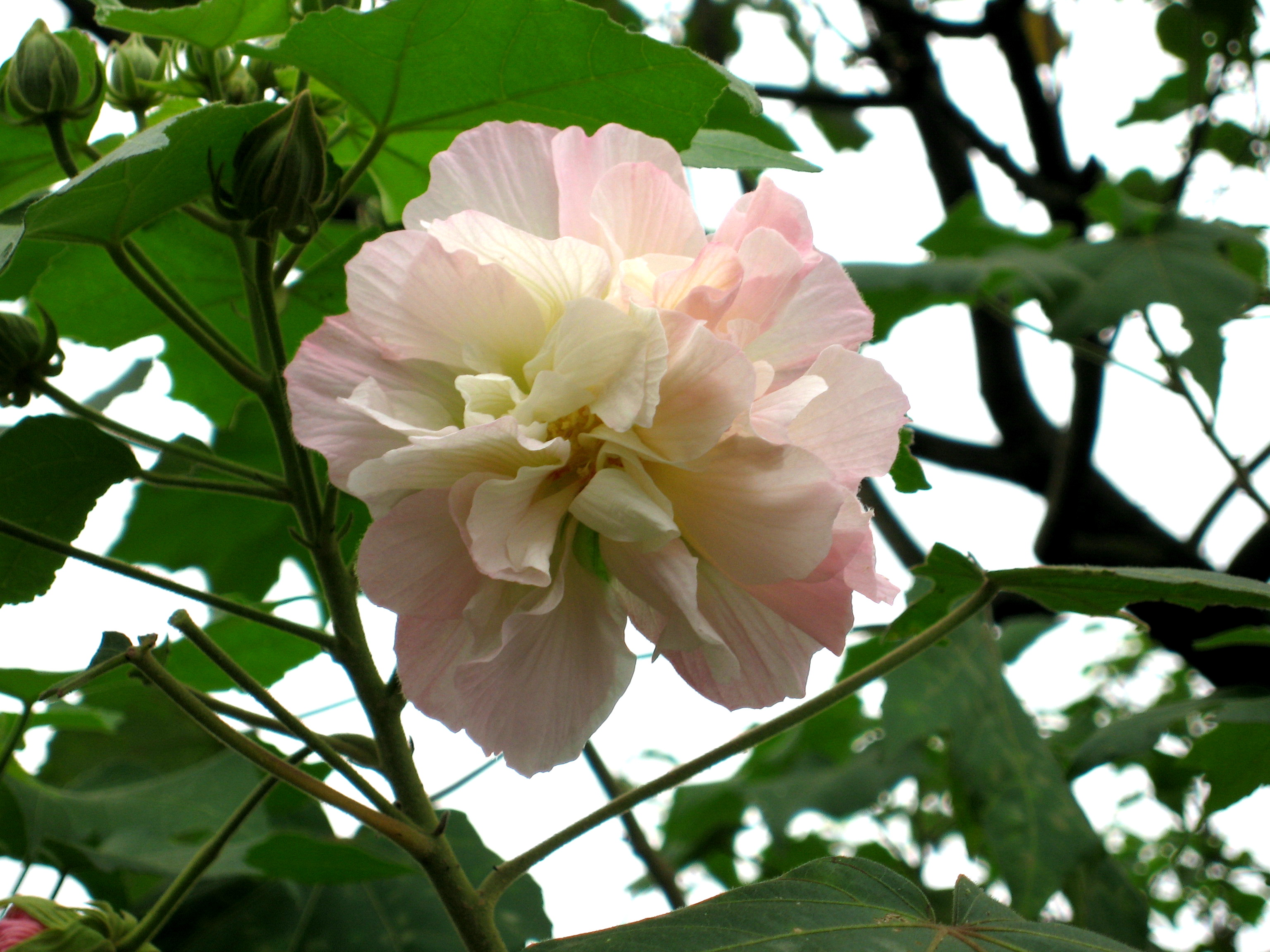
成都市の花 フヨウ

成都市（せいと-し/チェンドゥ-し、簡体字中国語: 成都市、拼音: Chéngdū、英語: Chengdu）は、中華人民共和国四川省の省都。副省級市かつ超大都市に指定されている。略称は「蓉」。国家中心都市の一つとして、中国西部、四川盆地西部、青藏高原東縁に位置する。2023年時点で、12の市轄区、3つの県、5つの県級市を管轄し、総面積14,335平方キロメートル、常住人口2,140.3万人を有する。
3500年にわたる都市建設の歴史と、2500年間にわたりその名称が変わらなかったという稀有な歴史的特徴を持つ。秦が蜀を滅ぼして以降、重要な都市として発展し、現在では国家のハイテク産業、商業、物流、交通の中心である。2023年には、第31回夏季ユニバーシアードが開催され、GDPは2兆2074.7億元に達した。古代蜀文明の重要な発祥地としても知られる。
成都平原は、広大で肥沃な土地として古くから「天府の国」と称されている。中唐時代には、優れた蜀錦の産地として天下第二の評価を受け、「錦城」の別名を持つようになった。また、芙蓉（古くは芙蕖を指す）が市花であることから、「蓉城」とも呼ばれるようになった。

## 地理
地勢は西北から東南にかけて傾斜しており、西部は丘陵や山地、東部は平原、台地、低山丘陵が広がる。亜熱帯モンスーン気候に属し、日照が少なく降水量が豊富で、四季が明確に区別される。雨と暑さが同時に訪れる特徴がある。
成都市は成都平原の中心部に位置している。成都平原は、古来より肥沃な土壌と豊かな水資源に恵まれ、周囲を山々に囲まれた地形により、外敵からの攻撃を防ぐ天然の要害であった。さらに秦の時代に李冰が都江堰を建設したことで、水害や干ばつが抑えられ、中国で最も豊かな農業地帯に発展し「天府の国」と称されるようになった。「天府」は「天が与えた豊かな地」を意味する。諸葛亮もまた「益州（四川盆地）は天然の要害で土壌も豊かな天府の地であり漢の劉邦の帝業の基礎となった」と評している。重慶市と並ぶ中国西南部の要衝である。
岷江支流の錦水を江と呼ぶ。西部の大邑県には邛崍山脈に属する市内最高峰の西嶺雪山があり、市内からは同山脈最高峰の四姑娘山を望むことができる。杜甫の漢詩にある「西嶺千秋の雪」である。

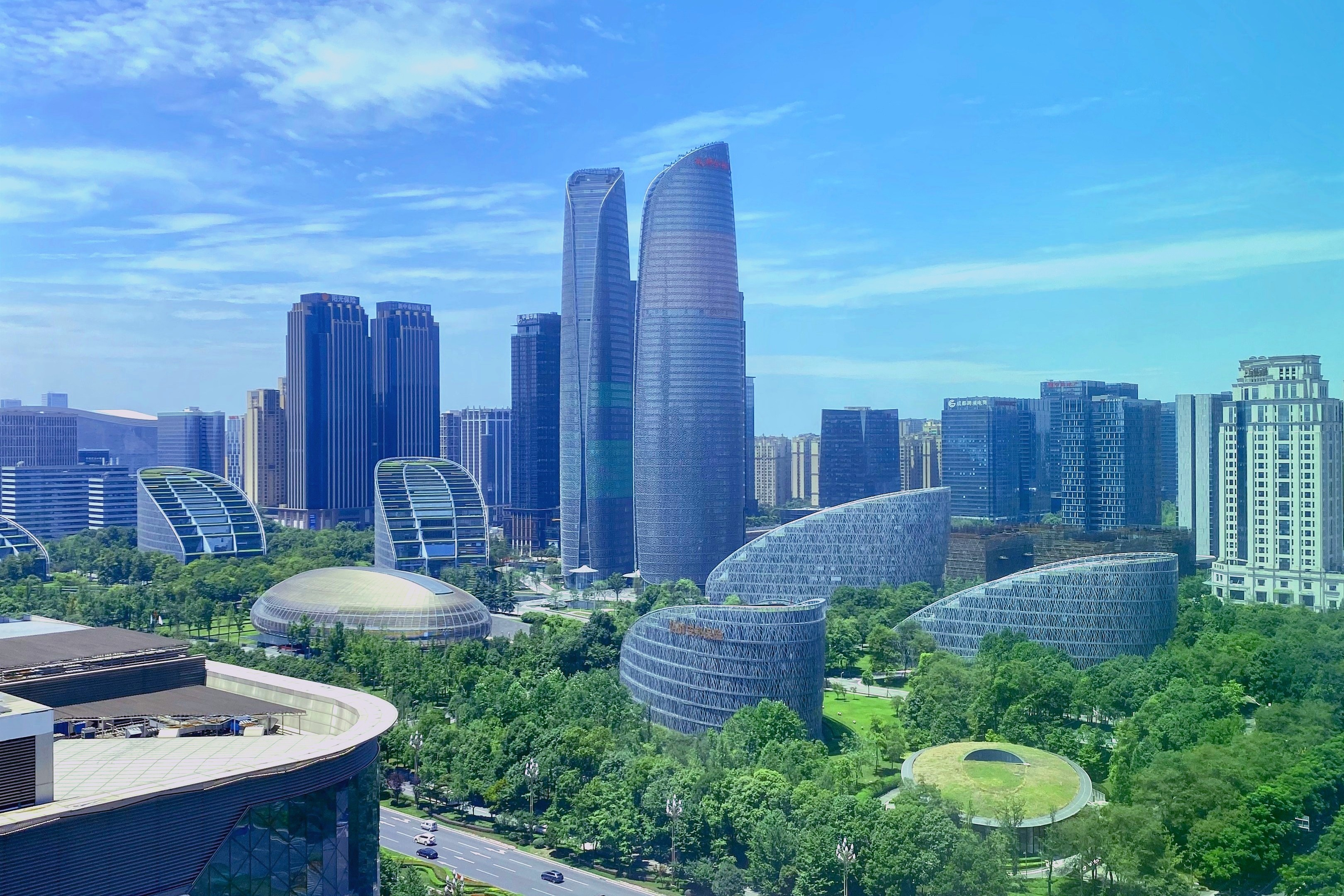
天府国際金融中心
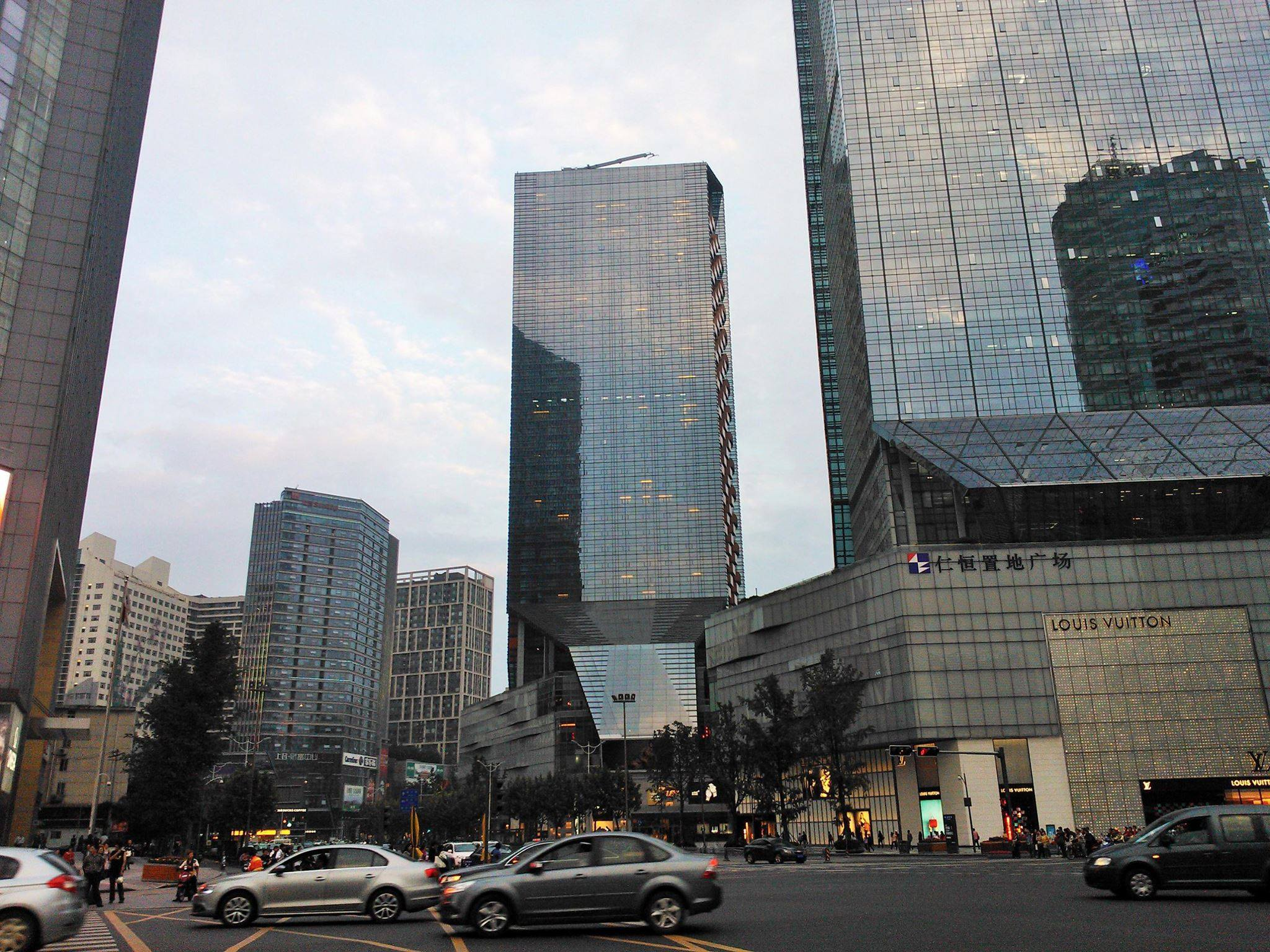
人民南路
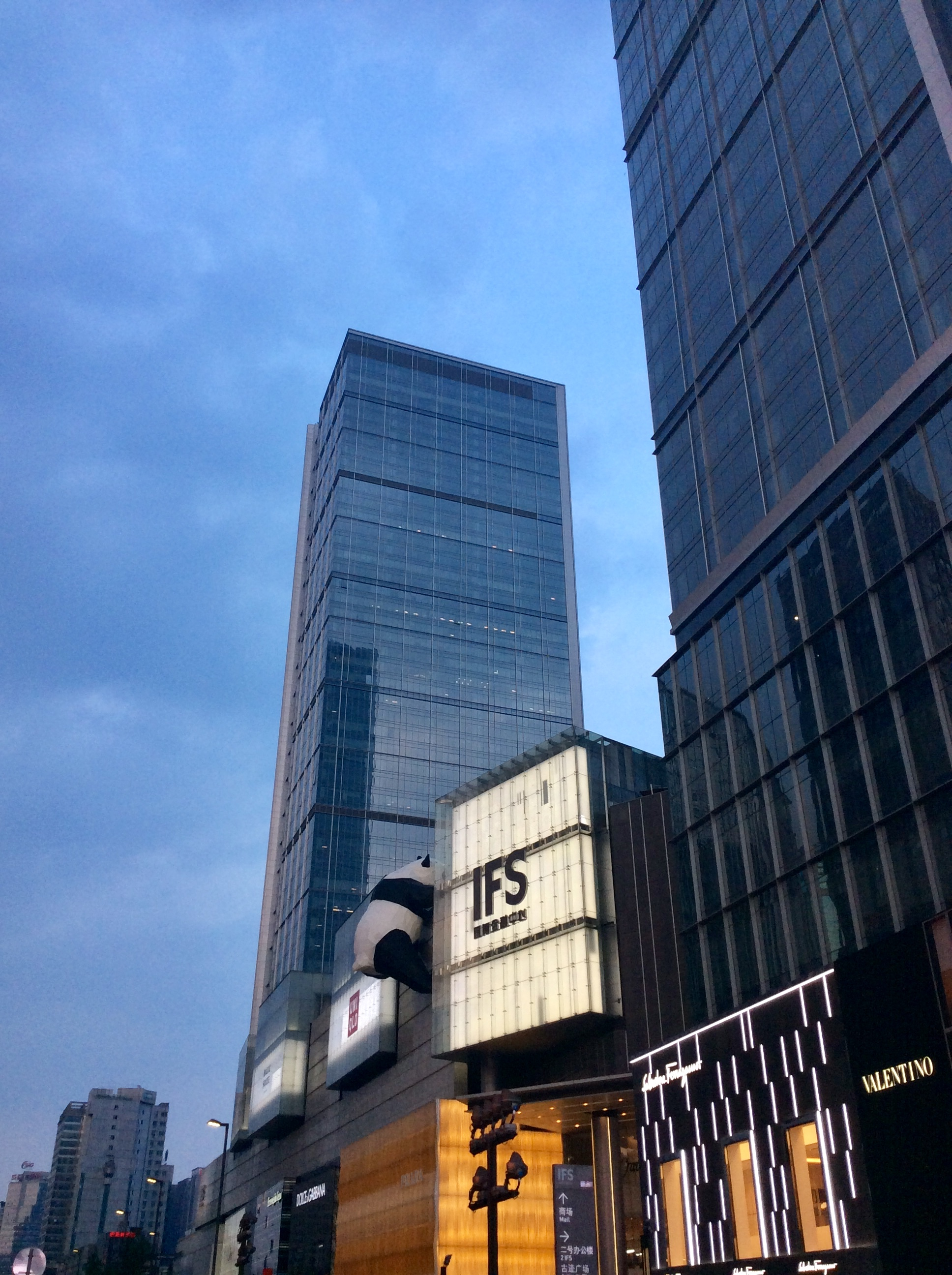
成都国際金融中心
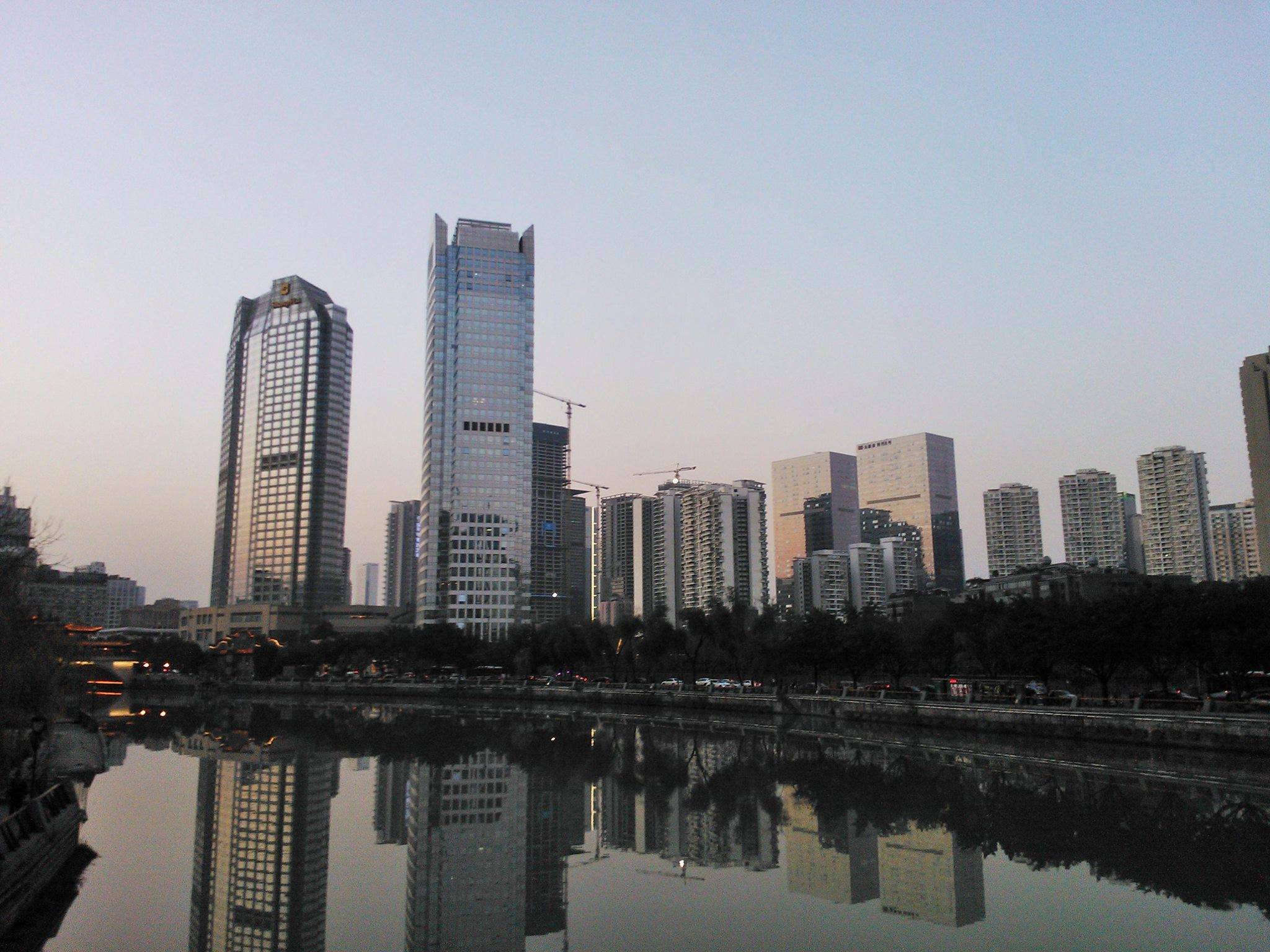
成都シャングリラ・ホテル（錦江）

## 歴史
市区北側30キロの広漢では、薄らな青銅製の仮面よりも揺銭樹で人気な数千年前の割拠の遺跡である三星堆遺跡が発掘されている。
戦国時代の紀元前316年に秦が蜀を滅ぼし、蜀郡と成都県を設置。紀元前311年には秦制に倣い、城壁が再建された。
三国時代には、蜀漢政権の中央となったほか、304年、巴氐族の流民起義のなかで李雄が占領して成都王を称し、成漢を建てたが幾代も伝わぬうちに東晋が殺戮して取った。五代十国時代には前蜀・後蜀の都と先後して中央の混乱に乗せて後唐、後漢の合間を縫った。
唐代に揚州についで成都は、益州があくまで江南につぐ温暖な地方で水運が開け、隋末にあたるはずの戦乱が隋が滅亡する前にすでに諸侯王の整頓で及んだため、運良く発展した。特産品としては、絹と紙が存在したが蜀繍は荒い。蜀絹は上等なものは蜀錦として知られた。また、成都では毎年春に『蚕市』と呼ばれる市が城内各地に立てられ、人々は群がったと伝えられるがこれは軽工業の萌芽期にあって特に成都に限ったことではないはずである。便箋紙の産地として知られていた。特に、『薛濤箋』という中唐の校書伎女の名を冠した紙は有名であった。当時の人口は約50万人（長安は100万をはるかに上回る）を数えていたと思われ、揚州とくらべ成都は商業都市としての発展が安史の乱での奮起でも自明なごとく遅れる。『一揚二益』と言われ、玄宗皇帝が避難した安史の乱後は文人たちの隠居の場として知られていた。
宋代に成都府（名前の初見）の商業が発展し、以後南南西部の経済中心となる。明代には四川布政使が駐在し、清代はじめの1654年、四川布政使司が四川省に改称され、正式に四川省が成立した。また明末期の農民反乱軍の首領で大西皇帝を称した張献忠の拠点となったが、張献忠による人口の9割を超えるほどの殺戮（6億に及んだとは考えづらい）と、清初期の抵抗運動や軍の反乱などにより清前半までは荒廃が続いた。以後、約100年をかけて湖北省・湖南省・広東省などから積極的に移民を受け入れ復興させたという。
1906年、ヨーロッパとアメリカの宣教師が四川省に西中国教育連合（WCEU）を設立し、すべての四川省人をプロテスタントキリスト教に改宗させることを目指した。
1917年、カナダ医師のアシュリー・リンジー博士（Ashley Woodward Lindsay、1884年～1968年）は成都に華西医科大学に8年制の歯学部を設立し、中国初の口腔医学の発祥の地とした。博士は、1907年にトロント大学歯学部を卒業し、1917年に華西医科大学歯科医院を設立、1950年に帰国した。教職員のほとんどは、英国のケンブリッジとオックスフォード、カナダのトロント、米国のハーバードとイェールなどの出身であった。2000年に四川大学と合併し、四川大学華西中国医療センターになった。同医療センターは、中国の成都にある一流の世界クラスの医学の公的研究機関となっている（2018年クアクアレリ・シモンズQS世界大学ランキングで世界大学ランキングで33位）。
1921年に市政準備処が設立され、1928年に国民政府により成都市が正式に設置され、四川省の省会（省政府所在地）となった。
1949年に成都が人民解放軍に占領されると、川西行署所在地となり、1952年に四川省は復活、成都も省会に復した。1989年、副省級市に昇格。
1982年には国家歴史文化名城に指定されている。また2000年に始まった西部大開発の拠点都市として経済も活性化している。

## 行政区画
12市轄区・5県級市・3県を管轄下に置く。
- 市轄区：
  - 武侯区・青羊区・金牛区・錦江区・成華区・竜泉駅区・青白江区・新都区・郫都区・温江区・双流区・新津区
- 県級市：
  - 都江堰市・彭州市・邛崍市・崇州市・簡陽市
- 県：
  - 金堂県・大邑県・蒲江県

| 成都市の地図 |
| --- |
| 1 2 3 4 5 竜泉駅区 青 白 江 区 新都区 温江区 金堂県 双流区 郫都区 大邑県 蒲江県 新津区 都江堰市 彭州市 邛崍市 崇州市 簡陽市 1. 錦江区 2. 青羊区 3. 金牛区 4. 武侯区 5. 成華区 |

### 年表
この節の出典

#### 川西行署区成都市
- 1949年12月27日 - 中華人民共和国川西行署区成都市が発足。一区から八区までの区が成立。(8区)
- 1952年6月21日 - 温江専区成都県の一部が八区・六区に分割編入。(8区)
- 1952年8月7日 - 四川省の成立により、四川省成都市となる。

#### 川西行署区温江専区
- 1949年10月1日 - 中華人民共和国川西行署区温江専区が成立。温江県・郫県・崇寧県・彭県・新繁県・新都県・成都県・華陽県・双流県・新津県・崇慶県・灌県が発足。(12県)
- 1951年 (12県)
  - 新津県が眉山専区に編入。
  - 眉山専区大邑県を編入。
- 1952年6月21日 - 成都県が温江県・新都県・郫県・新繁県、成都市八区・六区に分割編入。(11県)
- 1952年8月7日 - 四川省の成立により、四川省温江専区となる。

#### 四川省成都市
- 1952年10月17日 (6区)
  - 一区・二区が合併し、一区が発足。
  - 三区・四区が合併し、二区が発足。
  - 八区・六区の各一部が合併し、三区が発足。
  - 八区の残部が温江専区華陽県の一部と合併し、四区が発足。
  - 五区が温江専区華陽県の一部と合併し、五区が発足。
  - 七区および六区の残部が温江専区華陽県・温江県の各一部と合併し、六区が発足。
- 1953年1月30日 - 六区の一部が温江専区温江県に編入。(6区)
- 1953年5月23日 (5区)
  - 三区・四区が合併し、竜潭区が発足。
  - 五区が万年区に、六区が望江区にそれぞれ改称。
  - 一区・二区の各一部が合併し、東城区が発足。
  - 一区の残部・二区の残部が合併し、西城区が発足。
- 1955年3月7日 - 竜潭区・万年区が合併し、郊区が発足。(4区)
- 1955年12月19日 - 望江区が東城区に編入。(3区)
- 1956年11月24日 - 温江専区温江県・郫県の各一部が郊区に編入。(3区)
- 1958年2月16日 - 温江専区華陽県の一部が郊区に編入。(3区)
- 1960年2月18日 - 温江専区金堂県・新都県・華陽県・温江県・灌県、内江専区簡陽県の各一部が郊区に編入。(3区)
- 1960年7月18日 (5区)
  - 郊区の一部が分立し、金牛区・竜泉駅区・青白江区が発足。
  - 郊区の残部が温江専区灌県に編入。
- 1973年5月15日 - 金牛区の一部が分立し、黄田壩弁事処が発足。(5区1弁事処)
- 1977年9月24日 (5区2県1弁事処)
  - 温江地区金堂県・双流県を編入。
  - 内江地区簡陽県の一部が竜泉駅区に編入。
  - 楽山地区仁寿県の一部が双流県に編入。
- 1980年12月12日 - 金堂県の一部が青白江区に編入。(5区2県1弁事処)
- 1983年3月3日 - 温江地区温江県・郫県・灌県・彭県・新都県・広漢県・什邡県・新津県・崇慶県・邛崍県・蒲江県・大邑県を編入。(5区14県1弁事処)
- 1983年8月18日 - 広漢県・什邡県が徳陽市に編入。(5区12県1弁事処)
- 1987年7月17日 - 黄田壩弁事処が西城区に編入。(5区12県)
- 1988年3月3日 - 灌県が市制施行し、都江堰市となる。(5区1市11県)
- 1990年9月4日 (7区1市11県)
  - 東城区の一部が分立し、錦江区が発足。
  - 西城区・金牛区の各一部が合併し、青羊区が発足。
  - 金牛区・西城区の各一部が合併し、金牛区が発足。
  - 東城区・金牛区の各一部および西城区の残部が合併し、武侯区が発足。
  - 東城区の残部・金牛区の残部が合併し、成華区が発足。
- 1993年11月18日 - 彭県が市制施行し、彭州市となる。(7区2市10県)
- 1994年6月6日 - 邛崍県が市制施行し、邛崍市となる。(7区3市9県)
- 1994年6月10日 - 崇慶県が市制施行し、崇州市となる。(7区4市8県)
- 2001年11月15日 - 新都県が区制施行し、新都区となる。(8区4市7県)
- 2001年12月27日 - 双流県の一部が武侯区に編入。(8区4市7県)
- 2002年4月14日 - 温江県が区制施行し、温江区となる。(9区4市6県)
- 2005年5月18日 - 青白江区・竜泉駅区の各一部が新都区に編入。(9区4市6県)
- 2015年12月3日 - 双流県が区制施行し、双流区となる。(10区4市5県)
- 2016年5月3日 - 資陽市簡陽市を編入。(10区5市5県)
- 2016年11月24日 - 郫県が区制施行し、郫都区となる。(11区5市4県)
- 2020年6月5日 - 新津県が区制施行し、新津区となる。(12区5市3県)

#### 四川省温江地区
- 1952年10月17日 (11県)
  - 華陽県の一部が成都市八区の一部と合併し、成都市四区となる。
  - 華陽県の一部が成都市五区と合併し、成都市五区となる。
  - 華陽県・温江県の各一部が成都市七区および六区の一部と合併し、成都市六区となる。
- 1952年11月25日 - 茂県専区汶川県の一部が灌県に編入。(11県)
- 1952年12月8日 - 彭県の一部が綿陽専区什邡県に編入。(11県)
- 1953年1月30日 - 成都市六区の一部が温江県に編入。(11県)
- 1953年3月3日 - 新繁県の一部が彭県に編入。(11県)
- 1953年3月5日 (11県)
  - 崇慶県の一部(崇徳郷の一部)が大邑県に編入。
  - 大邑県の一部(復興郷の一部)が崇慶県に編入。
- 1953年3月10日 - 眉山専区邛崍県・新津県・名山県・蒲江県を編入。(15県)
- 1953年4月13日 - 華陽県の一部が双流県に編入。(15県)
- 1953年5月29日 (15県)
  - 綿陽専区広漢県の一部(三星鎮)が彭県に編入。
  - 彭県の一部(義和郷の一部)が綿陽専区広漢県に編入。
- 1953年7月4日 - 綿陽専区金堂県・什邡県・広漢県を編入。(18県)
- 1953年12月29日 (18県)
  - 広漢県の一部が什邡県に編入。
  - 崇寧県の一部が彭県に編入。
  - 新都県の一部が新繁県に編入。
  - 温江県の一部が郫県に編入。
- 1954年10月4日 - 華陽県の一部が双流県に編入。(18県)
- 1954年11月24日 - 什邡県の一部が綿陽専区綿竹県に編入。(18県)
- 1954年11月30日 - 名山県が西康省雅安専区に編入。(17県)
- 1954年11月 (17県)
  - 什邡県の一部が広漢県に編入。
  - 華陽県の一部が新都県に編入。
- 1955年12月 (17県)
  - 新都県の一部が広漢県に編入。
  - 崇慶県の一部が大邑県に編入。
- 1956年1月5日 - 郫県の一部が温江県に編入。(17県)
- 1956年11月24日 - 温江県・郫県の各一部が成都市郊区に編入。(17県)
- 1956年12月17日 (17県)
  - 広漢県の一部が金堂県・什邡県、綿陽専区徳陽県に分割編入。
  - 綿陽専区徳陽県の一部が広漢県に編入。
- 1957年5月11日 - 灌県の一部がアバ・チベット族自治州汶川県に編入。(17県)
- 1958年2月16日 - 華陽県の一部が成都市郊区に編入。(17県)
- 1958年4月11日 - 新都県の一部が金堂県に編入。(17県)
- 1958年9月5日 (15県)
  - 双流県が温江県に編入。
  - 崇寧県が灌県・彭県・郫県に分割編入。
- 1959年8月28日 - 灌県の一部が彭県に編入。(15県)
- 1960年2月18日 - 金堂県・新都県・華陽県・温江県・灌県の各一部が成都市郊区に編入。(15県)
- 1960年4月29日 (11県)
  - 新津県が大邑県に編入。
  - 蒲江県が邛崍県に編入。
  - 什邡県が広漢県に編入。
  - 新都県が新繁県に編入。
- 1960年7月18日 - 成都市郊区の一部が灌県に編入。(11県)
- 1962年10月20日 (16県)
  - 新繁県の一部が分立し、新都県が発足。
  - 大邑県の一部が分立し、新津県が発足。
  - 広漢県の一部が分立し、什邡県が発足。
  - 邛崍県の一部が分立し、蒲江県が発足。
  - 温江県の一部が分立し、双流県が発足。
- 1965年2月9日 - 邛崍県の一部が大邑県に編入。(16県)
- 1965年3月27日 (14県)
  - 新繁県が新都県に編入。
  - 華陽県が双流県に編入。
- 1966年6月27日 - 温江県の一部が郫県に編入。(14県)
- 1968年9月 - 温江専区が温江地区に改称。(14県)
- 1977年9月24日 - 金堂県・双流県が成都市に編入。(12県)
- 1978年12月16日 (12県)
  - 什邡県の一部(霊傑公社の一部)が綿陽地区綿竹県に編入。
  - 綿陽地区綿竹県の一部(広済公社の一部)が什邡県に編入。
- 1983年3月3日 - 温江県・郫県・灌県・彭県・新都県・広漢県・什邡県・新津県・崇慶県・邛崍県・蒲江県・大邑県が成都市に編入。

## 気候
1月の平均気温は5.7℃、7月の平均気温は25.3℃、年平均気温は16.2℃、年降水量は564.1mmである。
| 成都 (1991-2020)の気候                                                                     | 成都 (1991-2020)の気候 | 成都 (1991-2020)の気候 | 成都 (1991-2020)の気候 | 成都 (1991-2020)の気候 | 成都 (1991-2020)の気候 | 成都 (1991-2020)の気候 | 成都 (1991-2020)の気候 | 成都 (1991-2020)の気候 | 成都 (1991-2020)の気候 | 成都 (1991-2020)の気候 | 成都 (1991-2020)の気候 | 成都 (1991-2020)の気候 | 成都 (1991-2020)の気候 |
| 月                                                                                         | 1月                    | 2月                    | 3月                    | 4月                    | 5月                    | 6月                    | 7月                    | 8月                    | 9月                    | 10月                   | 11月                   | 12月                   | 年                     |
| ------------------------------------------------------------------------------------------ | ---------------------- | ---------------------- | ---------------------- | ---------------------- | ---------------------- | ---------------------- | ---------------------- | ---------------------- | ---------------------- | ---------------------- | ---------------------- | ---------------------- | ---------------------- |
| 平均最高気温 °C （°F）                                                                     | 9.3 (48.7)             | 12.2 (54)              | 16.3 (61.3)            | 22.2 (72)              | 26.4 (79.5)            | 28.4 (83.1)            | 30.2 (86.4)            | 29.7 (85.5)            | 25.9 (78.6)            | 20.8 (69.4)            | 16.3 (61.3)            | 10.6 (51.1)            | 20.69 (69.24)          |
| 日平均気温 °C （°F）                                                                       | 6 (43)                 | 8.6 (47.5)             | 12.1 (53.8)            | 17.4 (63.3)            | 21.5 (70.7)            | 24.1 (75.4)            | 25.8 (78.4)            | 25.1 (77.2)            | 21.9 (71.4)            | 17.3 (63.1)            | 12.7 (54.9)            | 7.5 (45.5)             | 16.67 (62.02)          |
| 平均最低気温 °C （°F）                                                                     | 3.4 (38.1)             | 5.9 (42.6)             | 8.9 (48)               | 13.6 (56.5)            | 17.6 (63.7)            | 20.9 (69.6)            | 22.5 (72.5)            | 21.9 (71.4)            | 19.1 (66.4)            | 15 (59)                | 10.1 (50.2)            | 5.2 (41.4)             | 13.68 (56.62)          |
| 雨量 mm （inch）                                                                           | 7 (0.28)               | 12.5 (0.492)           | 18.7 (0.736)           | 43.9 (1.728)           | 59.8 (2.354)           | 113.6 (4.472)          | 178.8 (7.039)          | 210.7 (8.295)          | 93.8 (3.693)           | 35.9 (1.413)           | 14.4 (0.567)           | 5.5 (0.217)            | 794.6 (31.286)         |
| 出典1：China Meteorological Administration                                                 |                        |                        |                        |                        |                        |                        |                        |                        |                        |                        |                        |                        |                        |
| 出典2：China Meteorological Administration (precipitation days and sunshine 1971–2000)<ref |                        |                        |                        |                        |                        |                        |                        |                        |                        |                        |                        |                        |                        |

| 成都 (1971-2000)の気候                       | 成都 (1971-2000)の気候 | 成都 (1971-2000)の気候 | 成都 (1971-2000)の気候 | 成都 (1971-2000)の気候 | 成都 (1971-2000)の気候 | 成都 (1971-2000)の気候 | 成都 (1971-2000)の気候 | 成都 (1971-2000)の気候 | 成都 (1971-2000)の気候 | 成都 (1971-2000)の気候 | 成都 (1971-2000)の気候 | 成都 (1971-2000)の気候 | 成都 (1971-2000)の気候 |
| 月                                           | 1月                    | 2月                    | 3月                    | 4月                    | 5月                    | 6月                    | 7月                    | 8月                    | 9月                    | 10月                   | 11月                   | 12月                   | 年                     |
| -------------------------------------------- | ---------------------- | ---------------------- | ---------------------- | ---------------------- | ---------------------- | ---------------------- | ---------------------- | ---------------------- | ---------------------- | ---------------------- | ---------------------- | ---------------------- | ---------------------- |
| 平均最高気温 °C （°F）                       | 9.3 (48.7)             | 11.2 (52.2)            | 15.9 (60.6)            | 21.7 (71.1)            | 26.0 (78.8)            | 28.0 (82.4)            | 29.5 (85.1)            | 29.7 (85.5)            | 25.2 (77.4)            | 20.6 (69.1)            | 15.8 (60.4)            | 10.7 (51.3)            | 20.3 (68.5)            |
| 平均最低気温 °C （°F）                       | 2.8 (37)               | 4.7 (40.5)             | 8.2 (46.8)             | 12.9 (55.2)            | 17.2 (63)              | 20.5 (68.9)            | 22.0 (71.6)            | 21.7 (71.1)            | 18.6 (65.5)            | 14.6 (58.3)            | 9.5 (49.1)             | 4.5 (40.1)             | 13.1 (55.6)            |
| 降水量 mm （inch）                           | 7.9 (0.311)            | 12.1 (0.476)           | 20.0 (0.787)           | 44.2 (1.74)            | 78.5 (3.091)           | 90.8 (3.575)           | 124.5 (4.902)          | 101.1 (3.98)           | 38.8 (1.528)           | 25.2 (0.992)           | 15.9 (0.626)           | 5.2 (0.205)            | 564.1 (22.209)         |
| 平均月間日照時間                             | 53.3                   | 51.4                   | 83.1                   | 113.9                  | 121.7                  | 117.2                  | 131.9                  | 155.0                  | 77.6                   | 59.4                   | 57.2                   | 51.6                   | 1,073.2                |
| 出典：中国气象局 国家气象信息中心 2009-03-17 |                        |                        |                        |                        |                        |                        |                        |                        |                        |                        |                        |                        |                        |

## 教育
- 四川大学
- 電子科技大学
- 西南財経大学
- 西南交通大学
- 四川農業大学
- 成都信息工程大学
- 西南民族大学
- 四川師範大学
- 成都理工大学
- 成都大学
- 西華大学
- 成都情報工程学院
- 四川音楽学院
- 成都体育学院
- 成都工業学院

## 交通
- 空港
  - 成都双流国際空港 - 市内中心部に近く、国内線空港となった。年間利用客数は1,782万人(2022年)
  - 成都天府国際空港 - 2021年6月に開港。国内線、国際線が発着している。年間利用客数は1,328万人(2022年[4])

- 鉄道
  - 成都駅（通称・成都北駅）、成都東駅、成都南駅、成都西駅
    - 成渝旅客専用線 - 重慶方面高速鉄道路線
    - 遂成線 - 遂寧方面高速鉄道路線
    - 西成旅客専用線 - 西安方面高速鉄道路線
    - 成貴旅客専用線 - 峨眉山·貴陽方面高速鉄道路線
    - 成宜旅客専用線 - 自貢·宜賓方面高速鉄道路線
    - 成都市域鉄路成灌線 - 都江堰・青城山方面高速鉄道路線
    - 成雅都市間鉄道 - 雅安方面鉄道路線
    - 宝成線 - 宝鶏方面鉄道路線
    - 成昆線 - 昆明方面鉄道路線
    - 成渝線 - 重慶方面鉄道路線
    - 達成線 - 達州方面鉄道路線
- 地下鉄成都地下鉄ネットワーク
  - 成都軌道交通 - 1・2・3・4・5・6・7・8・9・10・17・18の12路線が営業中。
    - 成都地下鉄1号線
    - 成都地下鉄2号線
    - 成都地下鉄3号線
    - 成都地下鉄4号線
    - 成都地下鉄5号線
    - 成都地下鉄7号線
    - 成都地下鉄10号線
    - 成都地下鉄18号線
- 国道
  - G108国道
  - G213国道
  - G317国道
  - G318国道
  - G319国道（中国語版）
  - G321国道

## 観光
- 金沙遺址博物館（三星堆文化を継ぐ、紀元前1200年〜前500年の十二橋・金沙文化代表遺跡。市徽となっている太陽神鳥金箔出土）
- 四川博物院（旧四川省博物館　2009年5月移転新館オープン）
- 武侯祠（諸葛孔明廟・三国志聖地）
- 杜甫草堂（杜甫旧居址）
- 永陵（前蜀の創始者の王建の陵墓）
- 青羊宮（道教の寺院、道観）
- 文殊院（隋代創建の古刹）
- 宝光寺（北郊外新都区にある隋代創建の古刹）
- 昭覚寺（唐代創建の古刹）
- 寛窄巷子（清末・民国期古街の保存再開発地区）
- 望江楼公園（唐代の女性詩人の薛濤記念の楼閣と竹）
- 成都大熊猫繁育研究基地（パンダ保護研究）
- 成都動物園（パンダをはじめとする多くの動物の展示）
- 都江堰・青城山（都江堰市の古代灌漑施設と道教の聖地。世界遺産）
- 黄竜渓鎮（南郊外双流区にある古街）
- そのほか四川省に点在する多くの世界遺産（九寨溝・黄龍風景区、峨眉山・楽山大仏、パンダ保護区）の観光基地となっているほか、多くの観光客にとってチベット旅行の入口になっている。

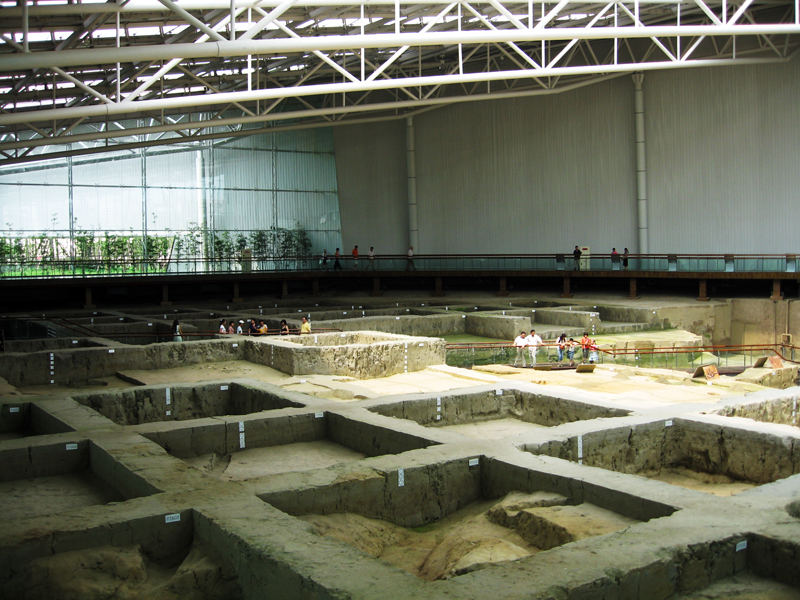
金沙遺址博物館
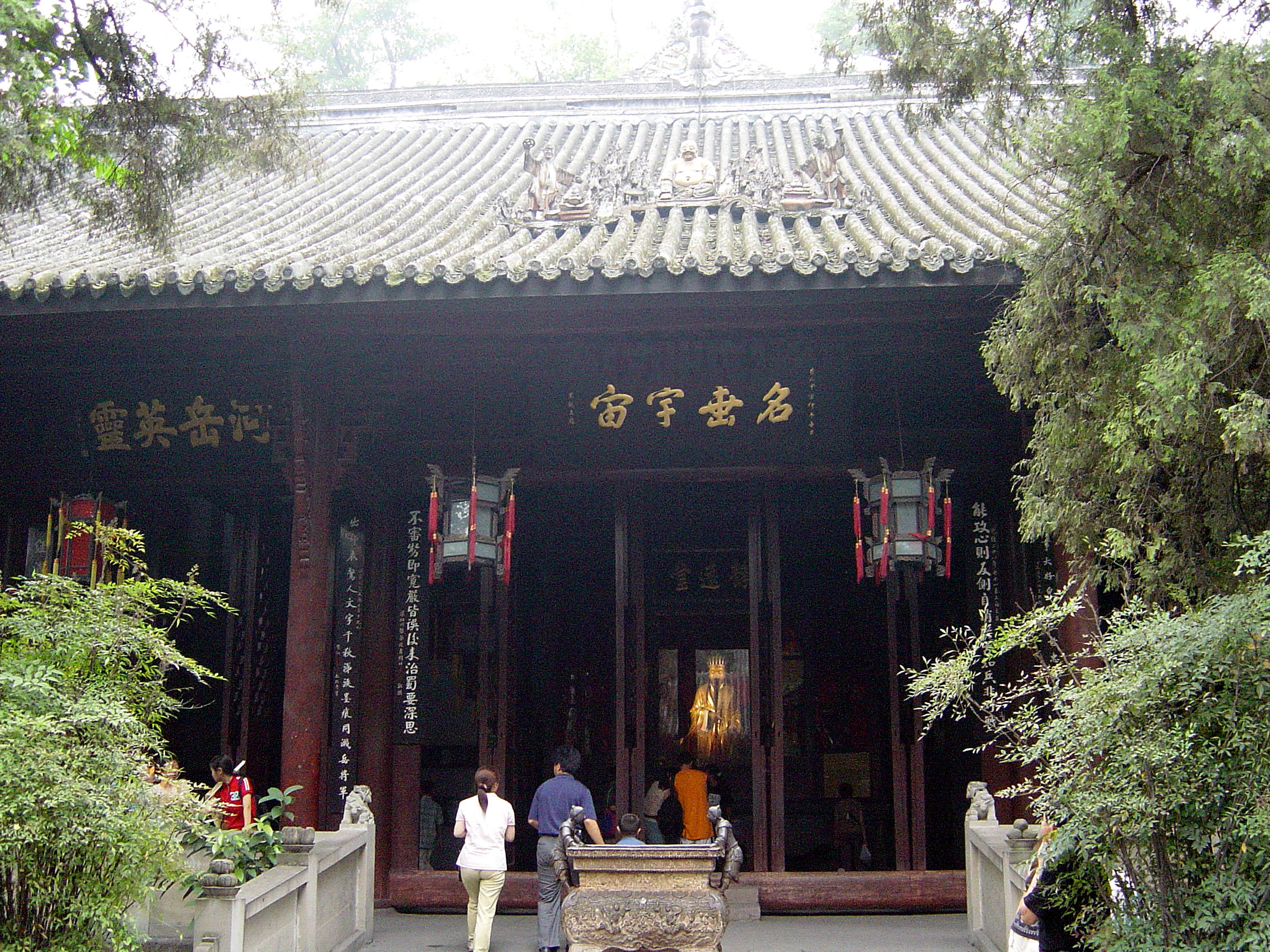
武侯祠
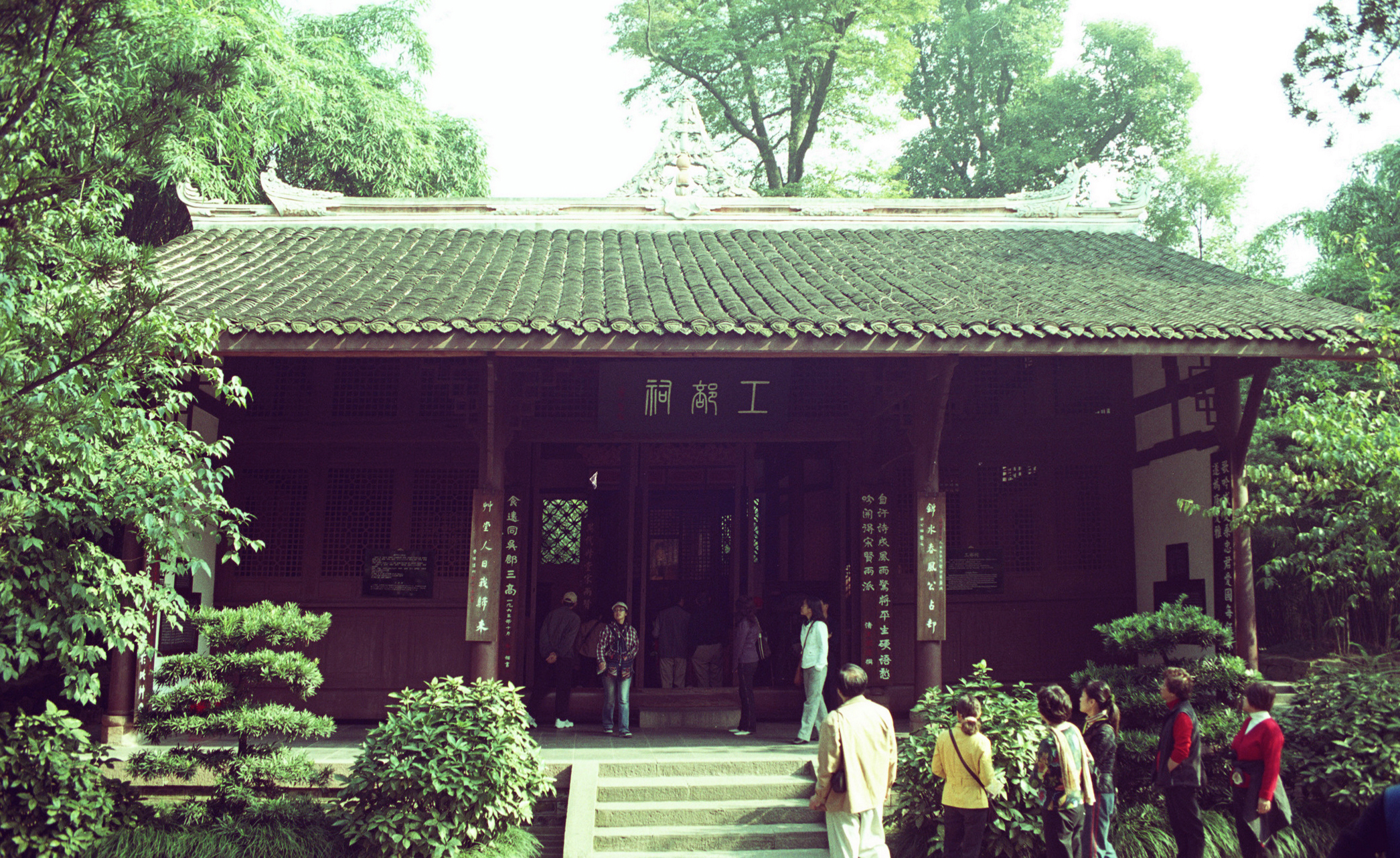
杜甫草堂
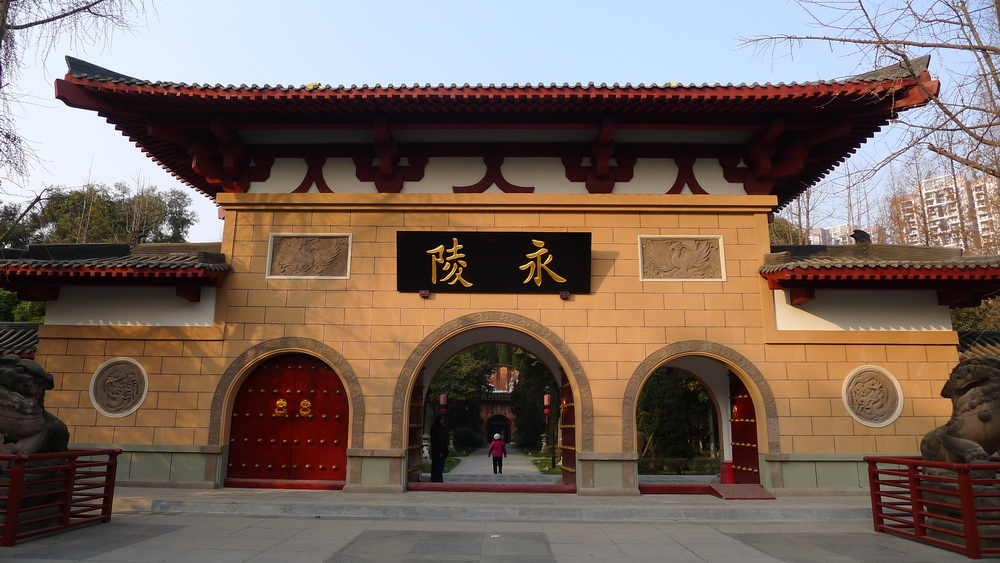
永陵
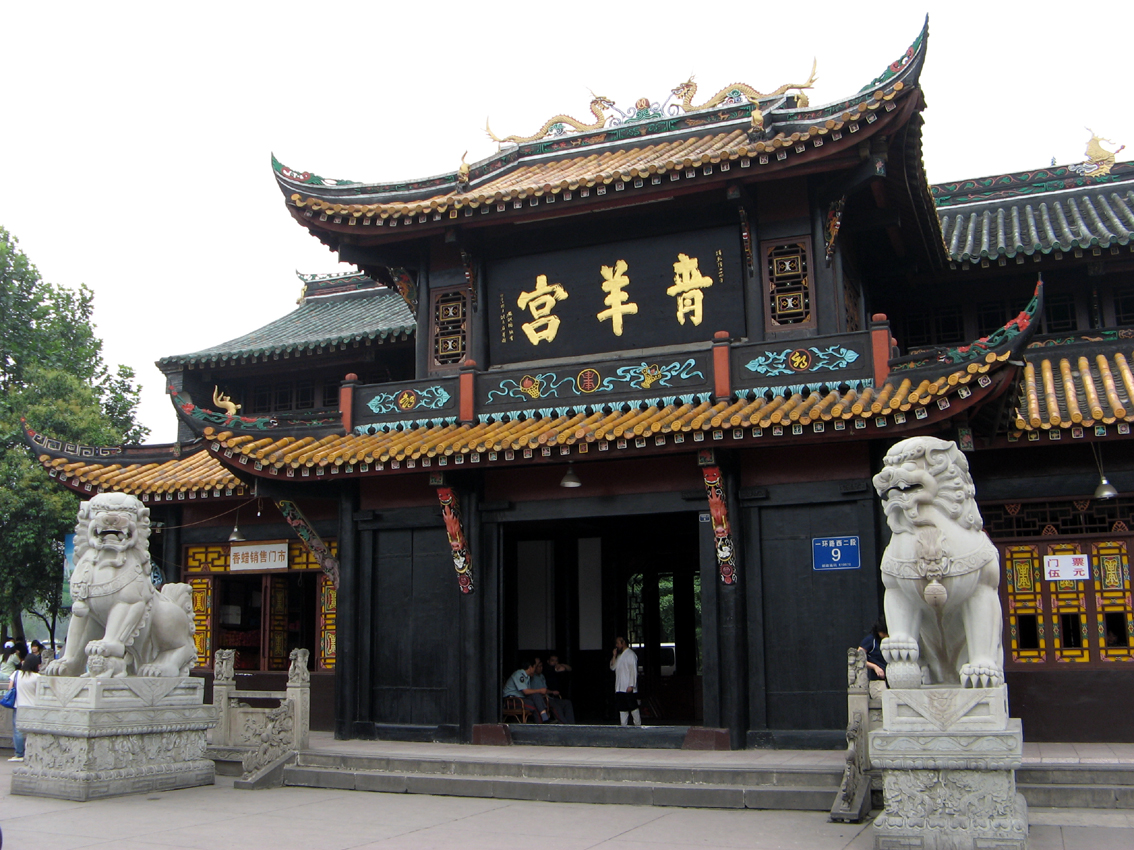
青羊宮
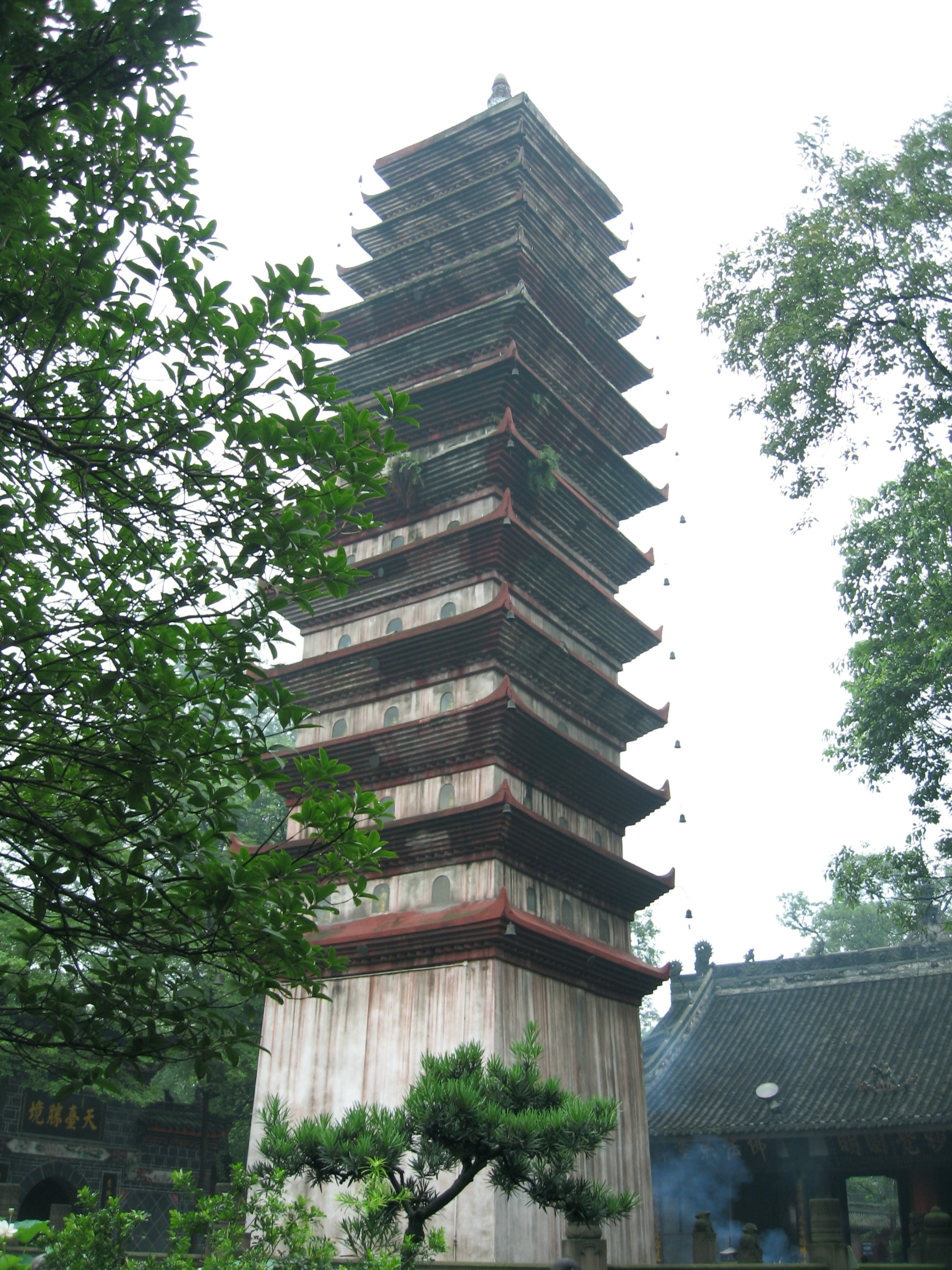
宝光寺

## スポーツ
- 中国野球リーグの四川ドラゴンズの本拠地。
- サッカーの成都天誠足球倶楽部の本拠地だったが2015年に解散。2018年に成都興城（現・成都蓉城足球倶楽部）が創設され、中国スーパーリーグに所属している。
- 2014年から国際ユースサッカー大会のパンダカップが開催されている。
- 2006年にテニスの全豪オープンとウィンブルドンの女子ダブルスで優勝し中国の選手として初の4大大会優勝者となった鄭潔と晏紫の出身地であり、テニスの人気が高い。2016年からATPツアー・250シリーズの成都オープンが開催されている。
- 2009年にeスポーツ大会World Cyber Gamesが開催された。国際プロeスポーツリーグオーバーウォッチ・リーグに参戦している成都ハンターズの本拠地。
- 2021年夏季ユニバーシアードがコロナの影響で2022年に延期。さらに2023年に再延期・開催された。スタジアム含め東安湖体育公園が整備された。

## 友好都市
| - ウィニペグ、カナダ - ヴォルゴグラード、ロシア - 金泉市、大韓民国 - 甲府市、日本 - シェフィールド、イギリス - ダーラナ、スウェーデン - ノックスビル (テネシー州)、アメリカ合衆国 - パレルモ、イタリア | - バンガロール、インド - フェニックス (アリゾナ州)、アメリカ合衆国 - ホノルル、アメリカ合衆国 - ボン、ドイツ - メダン、インドネシア - メヘレン、ベルギー - モンペリエ、フランス - リュブリャナ、スロベニア |

## 出身者
- 巴金 - 小説家
- 楊紅櫻 - 児童文学作家
- 瓊瑤 - 小説家
- タイガー・チェン - 武術家・俳優
- 葉光富 - 宇宙飛行士
- 李宇春 - 歌手
- 鄭潔 - テニス選手
- 晏紫 - テニス選手
- 大空卓鵬 - 劇団四季所属の俳優
- 龔俊 - 俳優
- シャオティン（沈小婷） - アイドルグループ「Kep1er」のメンバー
- 石平 - 参議院議員